# Macalelon
Macalelon (Bayan ng Macalelon) är en kommun i Filippinerna. Kommunen ligger på ön Luzon, och tillhör provinsen Quezon. Folkmängden uppgår till 22 935 invånare.

## Barangayer
Macalelon är indelat i 30 barangayer.
| - Amontay - Anos - Buyao - Candangal - Calantas - Lahing - Luctob - Mabini Ibaba - Mabini Ilaya - Malabahay - Mambog - Olongtao Ibaba - Olongtao Ilaya - Padre Herrera - Pajarillo | - Pinagbayanan - Rodriquez (Pob.) - Rizal (Pob.) - Castillo (Pob.) - Pag-Asa (Pob.) - Masipag (Pob.) - Damayan (Pob.) - San Isidro - San Jose - San Nicolas - San Vicente - Taguin - Tubigan Ibaba - Tubigan Ilaya - Vista Hermosa |